# 拉梅欧贡
拉梅欧贡（法語：La Méaugon，法語發音：[la meoɡɔ̃]）是法国阿摩尔滨海省的一个市镇，位于该省中部，属于圣布里厄区。

## 地理
拉梅欧贡（48°29'55"N, 2°50'18"W）面积6.78 平方千米，位于法国布列塔尼大區阿摩尔滨海省，该省份为法国西北部沿海省份，位于布列塔尼半岛北部，北濒大西洋英吉利海峡，西接菲尼斯泰尔省，南至莫尔比昂省，东临伊勒-维莱讷省。
与拉梅欧贡接壤的市镇（或旧市镇、城区）包括：特雷米松、普莱尔讷夫、普卢弗拉冈、圣多南。

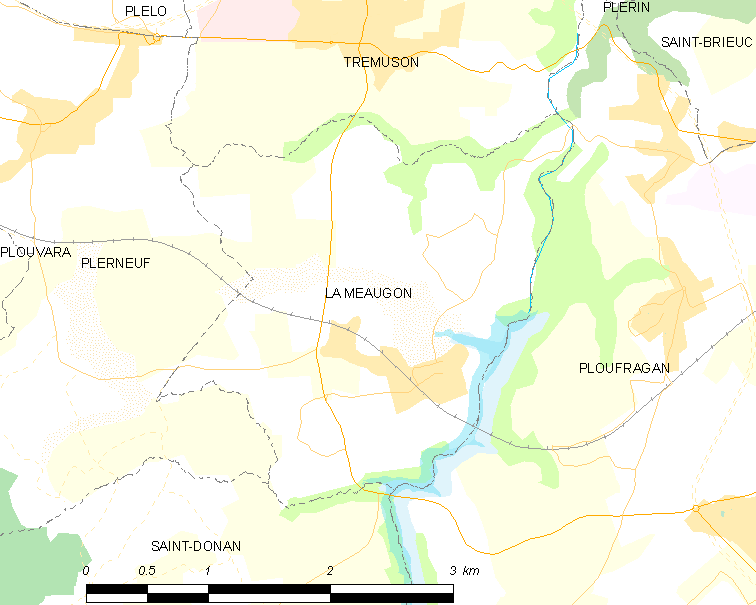
拉梅欧贡的OSM定位图

拉梅欧贡的时区为UTC+01:00、UTC+02:00（夏令时）。

## 行政
拉梅欧贡的邮政编码为22440，INSEE市镇编码为22144。

## 政治
拉梅欧贡所属的省级选区为普卢弗拉冈县。

## 人口

1962-2008年间拉梅欧贡人口变化图示

拉梅欧贡于2022年1月1日时的人口数量为1326人。